# Andreï Voronikhine
Andreï Nikiforovitch Voronikhine, né le 17 octobre 1759 (28 octobre dans le calendrier grégorien) dans une famille de serfs à Novoïe Oussolié et mort le 21 février 1814 (5 mars dans le calendrier grégorien) à Saint-Pétersbourg, est un architecte du néoclassicisme russe, représentant majeur du style Empire russe.

## Biographie

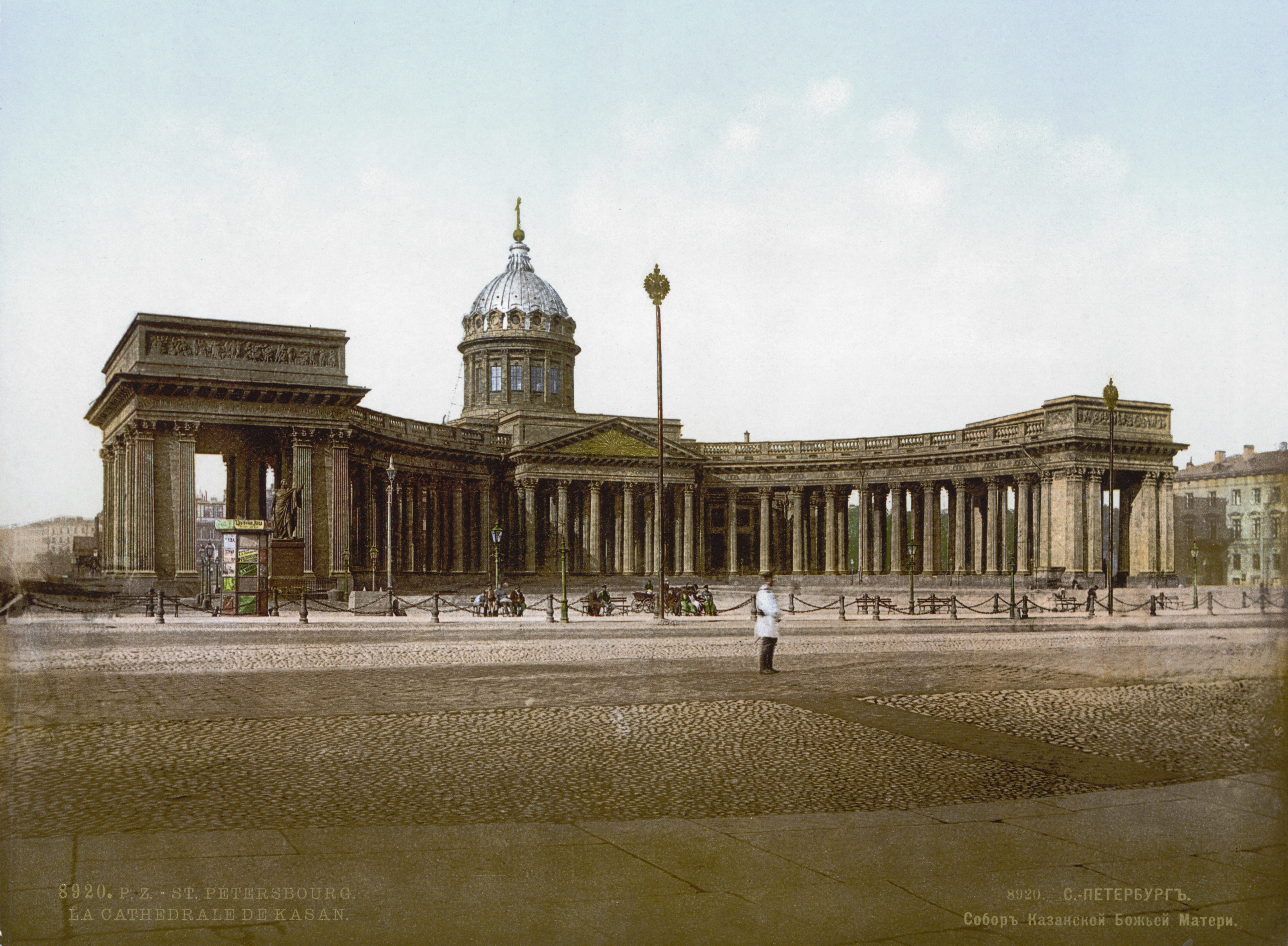
Vue de la cathédrale ND de Kazan vers 1895

Voronikhine naît dans une famille de paysans du comte Alexandre Stroganov, moitié russe-moitié komi. Certains ont prétendu sans preuve qu'il ait été un fils naturel du comte qui sera directeur de l'académie impériale des beaux-arts. Il étudie d'abord auprès d'un peintre d'icônes, Gabriel Iouchkov, et son talent attire l'attention du comte. Il l'affranchit du servage et le conduit en 1777 à Moscou, où il semble qu'il ait été mis en rapport avec Vassili Bajenov et Matveï Kazakov. Deux ans plus tard il est envoyé par le comte à Saint-Pétersbourg, où il accompagne Paul Stroganov, le fils de la famille, qui y est mené par son précepteur, le futur conventionnel Gilbert Romme. Il étudie l'architecture, la mécanique et les mathématiques entre 1786 et 1790 et voyage avec Paul Stroganov et le précepteur en Suisse, à Genève et en France, où les jeunes gens sont témoins des prémices de la Révolution française. Voronikhine, qui a une formation de dilettante, s'empreigne de l'architecture française.
Voronikhine travaille à son retour comme architecte personnel du comte pour ses propriétés. Il le fait entrer à l'académie impériale des beaux-arts, où il reçoit le titre de « peintre de perspective » en 1797, pour ses tableaux Vue de la galerie des peintures du palais Stroganov (1793, musée de l'Ermitage), Vue de la maison de campagne du comte Stroganov (1797, musée Russe). Il commence à y enseigner en 1800.
À la différence de la génération précédente, inspirée par le baroque de Rastrelli, Voronikhine s'en tient au style le plus classique issu de l'art antique. Ainsi il réaménage l'intérieur du palais Stroganov, en 1793, celui de la maison de campagne des Stroganov au bord de la rivière Tchornaïa retchka, en 1795-1796, et le château de Gorodnia (dans l'oblast de Kalouga), en 1798. Il est nommé académicien de peinture de perspective en 1797 et académicien d'architecture en 1800 pour un projet de colonnade à Peterhof. En 1802, il est nommé professeur de l'académie impériale.
L'œuvre majeure de Voronikhine est la cathédrale Notre-Dame-de-Kazan de Saint-Pétersbourg, construite entre 1801 et 1811. Il reçoit au moment de la consécration de la cathédrale l'ordre de Sainte-Anne de seconde classe et il pensionné par l'empereur.
Il construit aussi le département du trésor, la façade de l'Institut des mines, sur l'île Vassilievski, qui avec son portique, réunit les perspectives du quai de l'Amirauté et de l'île ; mais aussi les colonnades et la cascade de Peterhof, l'intérieur des palais de Strelna, de Gatchina et de Pavlovsk, ainsi que les pavillons et fabriques de leurs parcs.
Il adapte, ainsi qu'Andreïan Zakharov (ru) et Jean-François Thomas de Thomon, ses contemporains, le néoclassicisme à la française de Ledoux et de Boullée.
Andreï Voronikhine est initié à la confrérie maçonnique des Trois vertus (Три Добродетели) au cours d'une cérémonie à Moscou, il sera ensuite membre de la loge pétersbourgeoise Skromnost' (Скромность).
Il meurt célibataire en 1814 à Saint-Pétersbourg, où il est enterré au cimetière Saint-Lazare. Son héritier et neveu, Nikolaï Voronikhine, sera aussi architecte, à Riazan.

## Décorations
- ordre de Saint-Vladimir de 4e classe
- Ordre de Sainte-Anne de 2e classe